# Cedric Nunn
Cedric Nunn (* 1957) je jihoafrický fotograf nejznámější svými fotografiemi zachycující zemi před a po konci apartheidu.

## Kariéra
Nunn se narodil do smíšené rasy v Nongoma, KwaZulu, v roce 1957. Vyrůstal v Hluhluwe, Mangete a Baynesfieldu. Navštěvoval školu v Ixopo KwaZulu-Natal až do standardní osmé třídy (10. třída), kdy mu bylo patnáct. V roce 1982 se přestěhoval do Johannesburgu a v pětadvaceti letech začal pracovat jako profesionální fotograf. Nunn se stal jedním z předních fotografů, kteří dokumentovali odpor proti apartheidu v 80. letech. S Paulem Weinbergem, Peterem Mackenziem a Omarem Badshou spoluzaložil Afrapix, fotografický kolektiv, který zásoboval noviny mimo Jihoafrickou republiku snímky apartheidu. V letech 1998 až 2000 sloužil jako ředitel organizace Market Photo Workshop, fotografické školy, galerie a projektového prostoru v Johannesburgu. Nunn byl také členem národního výkonného výboru Profesionálních fotografů Jihoafrické republiky (PPSA).
Nunn pracoval pro mnoho neziskových organizací, novin, agentur, PR společností a časopisů.
Učil na Tisch School of the Arts na New York University, University of Witwatersrand Wits School of Arts a The School for International Training.

## Publikace
V roce 2012 Nunn vydal fotografickou knihu Cedric Nunn: Call and Response. Knihu doprovázela stejnojmenná výstava, která proběhla v Mosambiku, New Yorku a různých galeriích v Jihoafrické republice a Německu.

## Ocenění
- 2011: První ocenění National Bank Joburg Art Fair.[5]

## Výstavy
- 1983 Nichts Wird Uns Trennen (Německo), skupinová.
- 1984 Bosmont (Johannesburg, Jihoafrická republika), samostatná.
- 1984 Women at Work (Ženy v práci, Johannesburg, Jihoafrická republika), skupinová.
- 1985 South Africa: The Cordoned Heart (USA a Jihoafrická republika), skupinová.
- 1987 Stop the Killings (University of Durban Westville, Jihoafrická republika), samostatná.
- 1987 History Workshop (Historický workshop). Univerzita Wits. Johannesburg. Jihoafrická republika, skupinová.
- 1988 Children (Johannesburg, Jihoafrická republika), skupinová.
- 1988 Ten Years of Staffrider (Market Photography Gallery, Jihoafrická republika), skupinová.
- 1989 Beyond the Barricades (Market Photography Gallery, Jihoafrická republika), skupinová.
- 1989 Culture for Another South Africa (Amsterdam, Holandsko), skupinová.
- 1989 Health (Zdraví, Jihoafrická republika a Německo), skupinová.
- 1990 Zabalaza (Londýn, Spojené království), skupinová.
- 1994 This Land is Our Land (Bloemfontein, Jihoafrická republika), skupinová.
- 1995 The Hidden Years (Muzeum KwaMuhle, Durban, Jihoafrická republika), samostatná.
- 1995 Black Looks, White Myths (1. bienále v Johannesburgu, Jihoafrická republika), skupinová.
- 1996 Colours (Berlín, Německo), skupinová.
- 1997 Malhaus, Macufe Arts Festival (Bloemfontein, Jihoafrická republika), samostatná.
- 1997 NGO Coalition (Koalice nevládních organizací, Johannesburg, Jihoafrická republika), skupinová.
- 1997 Blood Relatives (Pokrevní příbuzní, Playhouse, Durban, Jihoafrická republika), samostatná.
- 1997 South African National Gallery Contemporary Collection (Současné sbírky Jihoafrické národní galerie, Kapské Město, Jihoafrická republika), skupinová.
- 1998 3. Festival africké fotografie (Bamako, Mali).
- 1998 Democracy's Images, Bildmuseet (Umea, Švédsko), skupinová.
- 1998 Národní rozvojová agentura, Workers Library (Johannesburg, Jihoafrická republika), skupinová.
- 1999 Democracy's Images (Johannesburg Art Gallery), skupinová.
- 1999 Lines of Sight, Jihoafrická národní galerie (Kapské Město, Jihoafrická republika) Kurátor výstavy "Photographs Denied"
- 1999 Workers, The Workers Library & Museum (Johannesburg, Jihoafrická republika), skupinová.
- 2000 Every Child Is My Child (Každé dítě je moje dítě), African Window Museum (Pretoria, Jihoafrická republika), skupinová.
- 2000 Capitals, Espace Matisse (Lille, Francie), skupinová.
- 2000 Living In A Strange Land (Parlament, Cape Town), skupinová.
- 2000 Emotions and Relations (Emoce a vztahy, Sandton Civic Gallery), skupinová.
- 2002 Group Portraits (Skupinové portréty), devět jihoafrických rodin, Tropen Museum (Amsterdam, Nizozemsko), skupinová
- Bamako, Maisonův Descartes. Amsterdam Photography Biennale (Amsterdam, Nizozemsko)
- 2002 Group Portraits, Nine South African Families (Skupinové portréty, devět jihoafrických rodin, Tropen Museum, Amsterdam, Nizozemsko), skupinová
- 2004 Fatherhood Project (Johannesburg, Jihoafrická republika)
- 2005 Blood Relatives (Pokrevní příbuzní, Constitution Hill, Johannesburg), samostatná.
- 2007 Then and Now (Tehdy a teď, Rhodes University, Durban Art Gallery), skupinová.
- 2009 In Camera (Wits University, Johannesburg), samostatná.
- 2012 Rise and Fall of Apartheid (Vzestup a pád apartheidu), Mezinárodní centrum fotografie (New York), skupinová.
- 2012 Cedric Nunn: Call and Response (mezinárodní), samostatná.[8]
- 2013 Cedric Nunn, Call and Response (mezinárodní), samostatná.
- 2014 US Museum Stellenbosch s galerií Seippel, Unsettled
- 2014 Albany Museum, Fort Selwyn, Grahamstown, Unsettled
- 2015 Cedric Nunn: UNSETTLED, UNISA Art Gallery, Pretora; Wits Art Museum, Johannesburg; KZNSA – KwaZulu Natal Society of Arts; Galerie Seippel, Kolín nad Rýnem, Německo; David Krut Projects, New York, NY, USA; Landesmuseum Hannover, samostatná.
- 2016 Cedric Nunn: UNSETTLED, Iwalewahaus, Bayreuth, Německo, samostatná.

## Fotografické eseje
Následují fotografické eseje od Nunna.
- Blood Relatives (Pokrevní příbuzní) – esej započatá na počátku osmdesátých let dokumentující boj proti apartheidu
- Cuito Cuanavale – esej o místě vojenské bitvy na konci osmdesátých let, která přinesla hlubokou změnu v politické scéně Jihoafrické republiky
- Farm Workers – dokumentace farmářů ve venkovských oblastech Jihoafrické republiky.
- Hidden Years – fotografická esej zahrnutá do Nunnovy první samostatné výstavy v KwaMuhle Museum v Durbanu v roce 1996. Všechny fotografie byly pořízeny v Natalu, Nunnově rodišti.
- In Camera – Fotografie z období po apartheidu v Jihoafrické republice, vytvořené ve spolupráci s projektem Apartheid Archive Study.
- Jazz – esej jazzových hudebníků.
- Johannesburg – fotografie pořízené v roce 2000 během vrcholné transformace v Johannesburgu.
- Rural Development (Rozvoj venkova) – dokumentování života na venkově za demokracie.
- SANPAD – série portrétů mladých rodičů v Jihoafrické republice (součást akademické studie).
- Struggle (Boj) – fotografie dokumentující přechod Jihoafrické republiky od apartheidu k demokracii
- Then and Now (Tenkrát a teď) – projekt, do kterého osm jihoafrických fotografů přispívá fotografiemi z doby před a po skončení apartheidu.